# Natriumstearat
Natriumstearat, Na(CH3(CH2)16COO) är natriumsaltet av stearinsyra och en huvudbeståndsdel i traditionell tvål. Det finns i många typer av fasta deodoranter, gummi, latexfärger och bläck. Det är också en komponent i vissa livsmedelstillsatser och mataromer.  Ett närbesläktat ämne är kaliumstearat, såpa.

## Användning
Natriumstearat har egenskaperna hos tvål och har både hydrofila och hydrofoba delar, ett karboxylat och en lång kolvätekedja. Dessa två kemiskt olika komponenter medverkar till bildandet av miceller, som visar de hydrofila huvudena utåt och de hydrofoba (kolväte) svansarna inåt, vilket ger en lipofil miljö för hydrofoba föreningar. Stjärtdelen löser upp fettet eller smutsen och bildar micellen. Det används också inom läkemedelsindustrin som ett ytaktivt medel för att underlätta lösligheten av hydrofoba föreningar vid framställning av olika munskum.

## Framställning
Natriumstearat produceras som en huvudkomponent i tvål vid förtvålning av oljor och fetter. Procentandelen av natriumstearatet beror på ingrediensfetterna. Talg har särskilt hög stearinsyrahalt (som triglyceriden), medan de flesta fetter bara innehåller några få procent. Den idealiserade formeln för bildandet av natriumstearat från stearin (triglyceriden av stearinsyra) följer:
(C18H35O2)3C3H5  +  3 NaOH   →   C3H5(OH)3  +  3 C18H35O2Na
Renat natriumstearat kan framställas genom att neutralisera stearinsyra med natriumhydroxid.
C17H35COOH+NaOH→C17H35COONa+H2O